# Быстрица (приток Вельгии)
Быстрица — река в России, протекает в Боровичском районе Новгородской области. Устье реки находится в 4,5 км по правому берегу реки Вельгия у деревни Тини на границе города Боровичи. Длина реки составляет 18 км, площадь водосборного бассейна 51,6 км².
Высота истока — более 140 м над уровнем моря. Высота устья — 68,1 м над уровнем моря.
У истока река течёт через Перёдское сельское поселение. На левом берегу реки стоят деревни Сушерёвка, Коровкино, Перёдки, Новоселицы и на правом Бортник. Ниже, в Прогресском сельском поселении на левом берегу стоит посёлок Раздолье и, у устья на правом берегу деревня Тини.

## Данные водного реестра
По данным государственного водного реестра России относится к Балтийскому бассейновому округу, водохозяйственный участок реки — Мста без рек Шлина от истока до Вышневолоцкого гидроузла, речной подбассейн реки — Волхов. Относится к речному бассейну реки Нева (включая бассейны рек Онежского и Ладожского озера).
Код объекта в государственном водном реестре — 01040200212102000020797.